# Ali Ibrahim (Fußballspieler)
Pelé Andamaning Ali Ibrahim (* 1. September 1969 in Accra) ist ein ehemaliger ghanaischer Fußballspieler.

## Karriere

### Verein
1990 wechselte Ibrahim aus seiner Heimatstadt Accra nach Deutschland zur SG Wattenscheid 09. Dort spielte er unter Trainer Hannes Bongartz in der Bundesliga. Nach vier Jahren wechselte er in die Schweiz, wo er jeweils eine Saison für den FC Winterthur und den Grasshopper Club Zürich auflief. Danach spielte er drei Jahre beim VBV De Graafschap Doetinchem in der ersten niederländischen Liga. Anschließend hatte Ibrahim diverse Stationen in verschiedenen Ländern, die meistens nicht länger als ein Jahr andauerten. Dazu gehörten unter anderem Aufenthalte in Belgien, der Türkei und Venezuela. Seine Karriere ließ er im niederländischen Amateurbereich ausklingen.

### Nationalmannschaft
Ali Ibrahim wurde 1991 erstmals in die Auswahl des nationalen ghanaischen Fußballteams berufen. Mit dem Team nahm er im Jahr 1992 am Afrika-Cup teil. Sein Team erreichte das Finale, das im Elfmeterschießen gegen die Auswahl der Elfenbeinküste verloren ging.